# Mona Quimbundo
Mona Quimbundo é uma vila e comuna angolana que se localiza na província de Lunda Sul, pertencente ao município de Saurimo.